# Panzer Dragoon
Panzer Dragoon (яп. パンツァードラグーン Панца: Дорагу:н, «Бронированный Драгун») — видеоигра в жанре рельсовый шутер, разработанная компанией Team Andromeda для консоли Sega Saturn, позже переизданная для Windows и PlayStation 2, и включённая в качестве бонуса в игру Panzer Dragoon Orta для платформы Xbox. Первая игра одноимённой серии.
Действие сюжетной линии происходит в вымышленном апокалиптическом мире. Игрок берёт на себя роль охотника Кэйла Флюджа (англ. Keil Fluge), который с помощью своего мощного синего дракона хочет остановить своих противников, сеющих хаос и разрушения.
Panzer Dragoon стала одной из немногих игр, доступных в продаже вместе с выпуском приставки Sega Saturn. С момента своего выхода проект получил положительные отзывы от критиков и игроков, в первую очередь за необычный игровой процесс и фэнтезийный мир. Коммерческий успех побудил разработчиков выпустить продолжения Panzer Dragoon II Zwei, Panzer Dragoon Saga и Panzer Dragoon Orta.

## Игровой процесс
Игрок управляет летающим драконом со всадником, которые во время полёта сталкиваются с различными машинами и монстрами. Действие происходит в постапокалиптическом мире, состоящем из таинственных руин древних цивилизаций. Дракон двигается только в направлении вперёд, но у игрока есть возможность обходить препятствия и поворачивать влево и вправо. Слева от экрана расположен радар, показывающий вражеские снаряды и препятствия. Игрок может менять угол обзора, быстро посмотрев в нужную сторону. Враги могут нападать с разных направлений; противники отличаются друг от друга размером и здоровьем.
Отстреливаться от врагов помогают два вида оружия: пистолет всадника, позволяющий прицеливаться только в один объект, а также лазер и огонь дракона, помогающий уничтожать до восьми противников. В некоторых случаях, когда на экране появляется большое количество монстров, требуется использовать лазер, а выстрелы из пистолета могут быть эффективны в битве против боссов. Всего в игре шесть уровней; длительность прохождения каждого занимает около пяти минут. На каждом этапе, кроме последнего — финальная битва с боссом, но перед их началом происходят небольшие паузы. Между уровнями демонстрируются внутриигровые видеоролики, раскрывающие секреты и подробности сюжета.

## Сюжет
Действие игры разворачивается в далёком будущем, спустя тысячи лет после великой войны людей против биологического оружия. На момент начала игры люди вновь обрели некоторый уровень организации и начали образовывать различные племена и нации. Одна из наций под названием Империя (англ. Empire) обнаружила чёрную башню в середине озера, которая дала им доступ к огромным запасам древнего оружия, ранее использовавшихся против монстров. В итоге эта находка стала важным ключом для завоевания Империей других территорий.
Игра начинается с того, что главный герой Кэйл Флюдж (англ. Keil Fluge, в американской версии имя персонажа не указано), охотясь в каньоне, видит летающий корабль. Из него на землю приземляются двое существ и нападают на героя. Он убегает в большой древний комплекс, построенный прямо в скале. Исследуя руины, он находит старые технологии, причиняющие большой урон при их использовании. Однако на персонажа нападает гигантское существо. В пещере слышится урчание. Через дыру прилетает дракон синего цвета со всадником на плечах. Вскоре в пещере происходит взрыв, который приводит к её разрушению. Главный герой, приходя в сознание, видит схватку двух драконов. Уклоняясь от взрыва чёрного дракона, всадник синего дракона получает ранение в грудь. Синий дракон летит к протагонисту; после приземления всадник говорит герою, что он не позволит чёрному дракону достичь башни. Всадник затем умирает. Кэйл поднимает упавший пистолет, взбирается на плечи дракона и улетает.
В первом уровне игры, главный герой и его дракон летят по утонувшему городу, где оба сталкиваются с небольшим сторожевым кораблём, отправляющий отчёты и информацию большим судам. Битва с флотом показала, что имперские силы специально искали синего дракона для его уничтожения. Действие второго уровня происходит в пустыне, где Кэйл и дракон сражаются с гигантскими существами, похожими на червей. Во время бури прилетает дракон чёрного цвета, которого главные герои побеждают. События третьего уровня разворачиваются ночью в горах, в которых персонажи находят людей, служащих в имперских силах для изучения древних руин. В итоге данная «встреча» приводит к конфликту. После окончания боя Кэйл и дракон прилетают в древний центр, где персонажей преследуют дирижабли и часовые, оставленные древней цивилизацией. Во время прохождения пятого уровня они побеждают большую мощную армаду императорских судов над лесом. Заставка показывает флот, полностью состоящий из драконов, вылетающих из башни, которые нападают на армию Империи. Шестой этап происходит в столице Империи, где Кэйл преследует чёрного дракона, по пути создавая преграды существам и машинам. Обстреляв императорские здания обороны, чёрный дракон мутирует в гигантское существо, и начинается его последняя битва против главного героя и синего дракона. После долгого боя чёрный дракон терпит поражение и падает в океан.
Главные персонажи поднимаются на башню. Поднимаясь наверх, синий дракон окружает Кэйла в силовое поле, поднимая его из седла, и оставляет его в коридоре. Герой наблюдает, что дракон продолжает подниматься к основной башне. Появляется ослепительный свет, башня взрывается. Спустя некоторое время Кэйл просыпается в пустынной местности, примыкающей к океану. Глядя вниз, он видит отпечатки стоп синего дракона, понимая, что он спас ему жизнь и улетел в неизвестном направлении.

## Разработка игры
Игра была создана в то время, когда Sega готовилась выпустить свою новую консоль Sega Saturn. Приставка поддерживалась только внутренними силами платформодержателя. Создание проекта в жанре рельсовый шутер началось в начале 1994 года командой Team Andromeda во главе с креативным директором Юкио Футацуги и художником Манабу Кусуноки. Над созданием Panzer Dragoon работало в общей сложности 15 человек. Проект с самого начала разрабатывался в аркадном стиле и с поддержкой трёхмерной графики; данный концепт был поддержан большей частью разработчиков, в том числе и со стороны Манабу Кусуноки. Немаловажную роль в создании игрового процесса Panzer Dragoon сыграли такие игры, как Space Harrier, Starblade, Star Fox и RayForce. Руководители Футацуги и Кусуноки решили, что игрок будет управлять драконом, который должен быть проработан до мелочей. Такой выбор был связан со стремлением команды создать оригинальный игровой процесс, непохожий на другие игры в жанре рельсового шутера. Название игры произошло от своей первоначальной концепции; сначала игру планировали назвать Armored Dragon, однако в Team Andromeda посчитали такой заголовок слишком «мягким», и было принято решение переименовать проект в Panzer Dragoon.
На создание уровней у создателей ушло около 3 месяцев. Подобно аниме того времени, действие игры происходит на руинах и реликвиях древнего человечества. Кроме того, Юкио Футацуги в детстве увлекался научно-фантастическим романом Брайана Олдиса «Долгие сумерки Земли», где действие произведения происходит на Земле, разделённой на горячую и холодную территории.
В первой видео-презентации игры дракон был с зелёной кожей, подобно средневековым фрескам, однако команда быстро решила изменить дизайн и сделать его более научно-фантастическим. Для того чтобы создать оригинального дракона, создатели решили его видоизменить: теперь кожа стала синего цвета, на теле стали присутствовать белые пятна. В белом цвете также были изображены древние руины и летающие технологии, чтобы подчеркнуть их древний возраст. Создавая игровой мир, Team Andromeda решила не идти на эксперименты, а изобразить уровни в научно-фантастическом стиле, подобно трёхмерным играм того времени. Вдохновение на создание дракона и дизайна персонажей исходило со стороны аниме и манги, благодаря которым художник Манабу Кусуноки создал героев в турецком стиле, чтобы они не были похожи на европейцев, показанных в ранней видео-презентациях. После многочисленных новостей и статей об игре, критики отмечали её сходство с произведениями французского художника Жана Жиро, в частности, с комиксами «Арзак», а также с аниме «Навсикая из Долины ветров» Хаяо Миядзаки и фильмом «Дюна» Дэвида Линча. Тем не менее, Кусуноки решил не включать в Panzer Dragoon больших роботов из популярной франшизы Gundam, рисовать колючие и красочные волосы персонажей и изображать их с большими мечами как в Final Fantasy. Художник Кэнтаро Ёсида описал процесс создания игры как подобный саге «Звёздные войны», так как неземной мир кажется реальным. Такаси Ивадэ, ответственный за внутриигровые видео, модели персонажей и врагов, заявил, что создавая главный военный корабль игры, он черпал вдохновение в разных ретро-объектах эры индустриальной революции, в особенности в старых часах, субмаринах и даже в обычных рыболовных лодках
Кроме того, благодаря выходу новой консоли Sega Saturn Team Andromeda решила визуально оформить новую игру в простом стиле с минимальным количеством видео-заставок. Во время создания истории разработчики решили не использовать диалоги на английском или японском языках; вместо этого Юкио Футацуги придумал вымышленный язык, названный Панзерез (англ. Panzerese), созданный на основе древнегреческого, латинского и русского языков.
После решения проблем с концепцией и сюжетной линией новой игры, создатели решили заняться графикой. Эта работа была наиболее сложной для команды ввиду отсутствия прототипа консоли Saturn. Кроме того, частота кадров всех созданных наработок игрового процесса была низкая, в среднем 20 кадров в секунду. А все нововведения к уровням лишь нагружали процессор. Из-за этого дата выхода была сдвинута на 1995 год. Вся графика была создана с помощью программ Softimage 3D и OpenGL.
Создавая обложку будущего проекта, создатели решили пригласить известного художника Жана Жиро. Ему были предоставлены все материалы, связанные с Panzer Dragoon. Нарисованная им обложка соответствовала атмосфере игры и была использована в японской версии издания.

## Версии и выпуски
Релиз игры для консоли Sega Saturn состоялся в марте 1995 года в Японии, затем в мае и августе она была локализовала в Северной Америке и Европе соответственно.
В 1996 году Panzer Dragoon вышла для операционной системы Windows. Она практически не отличается от оригинала, за исключением того, что она работает при более высоком разрешении. Кроме того, эта версия была использована в Panzer Dragoon Orta и открывается после 12 часов прохождения игры.
27 апреля 2006 года игра была портирована на консоль PlayStation 2 и выпущена только в Японии под названием Sega Ages 2500 Series Vol. 27: Panzer Dragoon. В отличие от предыдущих версии, в ней была улучшена графика и текстуры, однако частота кадров осталась прежней. Появились новая функция выбора уровня; в изменённом меню есть возможность посмотреть различные конценты и рисунки, связанные с созданием серии.
11 июня 2019 года, на выставке E3 2019 был анонсирован ремейк игры. Его разработала польская студия MegaPixel Studio, а издала Forever Entertainment под лицензированием от Sega. Первоначально вышла 26 марта 2020 года только на Nintendo Switch, но позже была портирована на ПК под управлением Windows, PlayStation 4, Xbox One, а также облачные сервисы Stadia и Amazon Luna. Ремейк отличается обновлённой графикой, частотой кадров в 60 к/с, а также возможностью прицела с помощью второго аналогового стика, независимо от положения игрока.

## Музыка
Музыкальное сопровождение к Panzer Dragoon написал композитор телевизионных программ NHK Ёситака Адзума. Композитор приступил к работе над саундтреком после того, как игра была полностью разработана. Такой подход использовался и в создании музыки для полнометражных фильмов. Разработчики поручили Адзуме создать такие мелодии, которые отражали бы уникальный стиль и события каждого уровня. В итоге весь саундтрек Panzer Dragoon был написан на синтезаторе при помощи оркестровых инструментов.
Всего было выпущено три музыкальных альбома с саундтреком игры. Первый альбом Panzer Dragoon Original Sound Track был выпущен 25 марта 1995 года лейблом Pony Canyon. Всего в альбоме содержится 21 композиция, включая 5 дополнительных треков, созданных с помощью оркестровых инструментов и синтезатора. В 2006 году альбом был переиздан лейблом Wave Master. 21 июня 1995 года компанией NEC Avenue на компакт-диске была издана полная версия всей музыки из компьютерной игры. Альбом получил название Panzer Dragoon Original Full Sound Version. Этим же лейблом 21 сентября был выпущен альбом Panzer Dragoon Power Remix D-RAM, где содержались ремиксы оригинальных мелодий из игры.
Творческая работа, проделанная Адзумой, была высоко оценена критиками. Колин Уильмсон в своём обзоре назвал музыку «впечатляющей», а звуковые эффекты — «колоссальными». По словам обозревателя, величие передаётся сразу с первых звуков, и отметил, что такое ощущение редко сейчас увидишь в других проектах. Похожее мнение выразил Джеймс Миелке из 1UP.com, назвавший мелодии Panzer Dragoon важной вехой в истории музыки в компьютерных играх. В ретроспективном обзоре, составленном Леви Бачаханом из IGN, также упоминались мелодии Адзумы. Рецензент сделал предположение, что одна из причин успеха «блестящей музыки» была связана с прекрасной работой компакт-диска. По его словам, именно оптический носитель показал все свои преимущества перед картриджами и помог композитору написать лучшее музыкальное сопровождение.
| №                   | Название                                  | Длительность |
| ------------------- | ----------------------------------------- | ------------ |
| 1.                  | «Main Title (Orchestra Complete Version)» | 5:13         |
| 2.                  | «Opening Theme»                           | 6:26         |
| 3.                  | «Flight (Orchestra)»                      | 3:46         |
| 4.                  | «Sudden Change»                           | 1:17         |
| 5.                  | «Worms»                                   | 4:02         |
| 6.                  | «Confrontation»                           | 1:40         |
| 7.                  | «Empire»                                  | 3:54         |
| 8.                  | «Departed Spirit»                         | 3:30         |
| 9.                  | «Creature Revived»                        | 1:22         |
| 10.                 | «Raid»                                    | 3:33         |
| 11.                 | «Flagship»                                | 1:08         |
| 12.                 | «The Imperial District Goes Up in Flames» | 3:50         |
| 13.                 | «Tower (Complete Version)»                | 1:05         |
| 14.                 | «Final Decision»                          | 1:38         |
| 15.                 | «Game Over»                               | 0:19         |
| 16.                 | «Parting»                                 | 1:04         |
| 17.                 | «Staff Roll (Orchestra)»                  | 2:49         |
| 18.                 | «Main Title (Synthesizer Version)»        | 3:09         |
| 19.                 | «Flight (Synthesizer Version)»            | 3:37         |
| 20.                 | «Staff Roll (Synthesizer Version)»        | 2:45         |
| 21.                 | «Bonus Track (Sound Effect Collection)»   | 2:13         |
| Общая длительность: | Общая длительность:                       | 58:20        |

| №                   | Название                                             | Длительность |
| ------------------- | ---------------------------------------------------- | ------------ |
| 1.                  | «Opening»                                            | 6:04         |
| 2.                  | «Main Theme»                                         | 4:40         |
| 3.                  | «Invasion of the Empire Army ~The Empire~»           | 5:28         |
| 4.                  | «Dragon, Fly to the Horizon ~Flight~»                | 5:37         |
| 5.                  | «Hiding Worms ~Worms~»                               | 4:52         |
| 6.                  | «Sadness of the Ghost Weapons ~Ghosts~»              | 4:38         |
| 7.                  | «Lock On ~Raid~»                                     | 4:24         |
| 8.                  | «The Empire Burning ~Imperial Capital Up in Flames~» | 4:42         |
| 9.                  | «Theme of the Last Battle ~Conclusion~»              | 4:02         |
| 10.                 | «Enemy Dragon»                                       | 3:50         |
| 11.                 | «Bosses»                                             | 3:31         |
| Общая длительность: | Общая длительность:                                  | 51:48        |

| №                   | Название                                                                                           | Длительность |
| ------------------- | -------------------------------------------------------------------------------------------------- | ------------ |
| 1.                  | «Opening ~ Invasion of the Empire Army»                                                            | 13:41        |
| 2.                  | «Main Title ~ Dragon Fly to Horizon ~ Hiding Worms»                                                | 16:39        |
| 3.                  | «The Empire Burning ~ Sadness of Ghost Weapons ~ Rock On ~ Theme of Last Battle ~ Opening Part II» | 23:13        |
| Общая длительность: | Общая длительность:                                                                                | 53:33        |

## Оценки и мнения
| Сводный рейтинг    | Сводный рейтинг | Сводный рейтинг |
| Издание            | Оценка          | Оценка          |
| Издание            | PC              | Saturn          |
| ------------------ | --------------- | --------------- |
| GameRankings       | 60 %            | 90,92 %         |
| Иноязычные издания |                 |                 |
| Издание            | Оценка          | Оценка          |
| Издание            | PC              | Saturn          |
| 1UP.com            |                 | 8/10            |
| AllGame            | [ 43 ]          | [ 39 ]          |
| EGM                |                 | 8,37/10         |
| Famitsu            |                 | 30/40           |
| GamePro            |                 | 5/5             |
| IGN                | 9/10            |                 |

После выхода Panzer Dragoon получила высокие оценки. Критики хвалили игру за качество графики и музыки, инновационный игровой процесс; однако проекту снизили оценку из-за отсутствия разнообразного оружия, что приводило к трудностям прохождения. Японский журнал Famitsu оценил Panzer Dragoon в 30 баллов из 40, а Electronic Gaming Monthly — в 8,37 балла из 10 и назвал её лучшей игрой 1995 года для консоли Saturn. Российский журнал «Магазин Игрушек» присвоил игре общий рейтинг 98 %.
Обозреватель Альберт Ким из Entertainment Weekly назвал игровой мир «хладнокровно сюрреалистическим» и сообщил, что игровые ролики «почти затмили всю игру». Он утверждает, что Panzer Dragoon можно рассматривать как «лирическую и эпическую волнующую историю, а не просто игру», которая может проложить путь к «трансформации» игровой индустрии. Также художественный стиль, объединивший фэнтези и научную фантастику, был назван «потрясающим». Высоко оценил игру и был впечатлён разработкой американский режиссёр Стивен Спилберг, посещавший E3 в 1995 году.
В 2007 году обозреватель сайта 1UP.com поставил Panzer Dragoon две оценки: одну за то, что если бы критик обозревал игру в 1995 году, а другую — в настоящее время. По первому критерию проект оценили в 8 баллов, по второму — в 6. Джеймс Миелке из плюсов выделил музыкальное сопровождение, назвав его «одним из лучших саундтреков, когда-либо созданных», но сказал, что сама игра похожа на Space Harrier, только с трёхмерной графикой и внутриигровыми видео.
В отличие от 1UP.com, обозреватель из IGN поставил первой части одноимённой серии оценку 9 баллов. В ретроспективном обзоре сайта Gamasutra рецензенты высоко оценили игровой мир и подход к созданию игры со стороны команды, но в настоящее время, по мнению критика, Panzer Dragoon выглядит немного «обрезанной и сухой».
Представитель сайта AllGame также высоко оценил игру — 4 с половиной звезды из 5 возможных. По его словам, Team Andromeda создала «шедевр», «трёхмерный шутер с реальной душой». Особое внимание критик уделил оформлению Panzer Dragoon. Колина Уильямсона поразил художественный дизайн, благодаря которому все фантастические и мифические существа смотрятся гармонично. Сюжет и игровой мир, по мнению критика, «является мистическим и загадочным, и будет держать вас у экрана до самой кульминации». Музыкальное сопровождение также было высоко оценено. Среди недостатков рецензент выделил короткую продолжительность уровней и линейность сюжета.

### Влияние
Несмотря на то, что продажи Panzer Dragoon в Японии были не такими высокими, как ожидала Sega (всего было продано около 370 тысяч копий), компания решила продолжить серию. В 1996 году на Sega Saturn был издан приквел игры под названием Panzer Dragoon II Zwei. В том же году в Японии на портативную приставку Game Gear был выпущен спин-офф Panzer Dragoon Mini. В 1998 году была выпущена Panzer Dragoon Saga для Sega Saturn, а в 2002 году — Panzer Dragoon Orta для Xbox. Сюжет этих двух игр разворачивается после событий Panzer Dragoon.
В 1995 году по мотивам игры было выпущено одноимённое аниме (OVA, одна получасовая серия). В США оно было издано ADV Films в 1996 году.